# Moosehead
Moosehead Breweries Limited aus Saint John ist Kanadas älteste Brauerei in Familienbesitz. Die Brauerei wurde 1867 von Susannah Oland gegründet. Die Werbung in den Seeprovinzen für Moosehead Biere richtet sich speziell an deren Einwohner. Eine weitere Brauerei befindet sich in Niagara Falls (Ontario).  Die Produkte der Brauerei werden neben dem inländischen Markt auch in die USA und in weitere fünfzehn Länder weltweit exportiert.

## Produkte
- Moosehead Lager
- Moosehead Light
- Alpine Lager
- Alpine Light
- Moosehead Pale Ale
- Clancy’s Amber Ale
- Moosehead Premium Dry
- Moosehead Dry Ice
- Moosehead Radler (auch in den Geschmacksrichtungen Pfirsich, Blaubeere, Grapefruit und Wassermelone)

Außerdem produziert die Moosehead-Brauerei folgende Biere in Lizenz:
- für Harp Lager
  - Ten Penny Old Stock Ale
  - James Ready 5.5. Moosehead
- für Diageo
  - Guinness Extra Stout
- für Carlsberg Kanada
  - Carlsberg Lager
  - Carlsberg Light
  - Carlsberg Red